# Liubičius
Liubičius (hist., pol. Lubicz) – wieś na Litwie w rejonie poniewieskim okręgu poniewieskiego, 6 km na północny zachód od Krakinowa.

## Historia
Dobra Lubicz wchodziły niegdyś w skład klucza mitruńskiego. Dzieląc ten klucz między dwie swoje córki Napoleon Sawicki przekazał Lubicz (z majątkami Podworniki, Kurguły i częścią Micun) swej starszej córce Helenie (~1847–1919) zamężnej za Ludwikiem Napoleonem Sobolewskim herbu Łada. Według dokumentu z 1884 roku cały majątek Heleny Sobolewskiej obejmował 49 569 dziesięcin. Odziedziczył go starszy syn Ludwika Zygmunt (1867–1921) żonaty ze Stanisławą z Gasztowtów herbu Abdank (1873–1932). Po nich majątek odziedziczyło ich czworo dzieci: Jadwiga, Ludwik, Stanisław i Helena.
Po III rozbiorze Polski w 1795 roku dobra Lubicz, wcześniej wchodzące w skład województwa trockiego Rzeczypospolitej były na terenie powiatu upickiego, który w latach 1801–1842 należał do guberni wileńskiej. Powiat upicki po utworzeniu guberni kowieńskiej został w 1842 roku przemianowany na poniewieski. Dobra Lubicz należały do gminy Krakinów. 10 października 1920 roku na podstawie umowy suwalskiej przyznano je Litwie, która w okresie 1940–1990, jako Litewska Socjalistyczna Republika Radziecka, wchodziła w skład ZSRR. 
W 2011 roku mieszkały tu 2 osoby.

## Były dwór
Dwór w Lubiczu został prawdopodobnie wybudowany około 1870 roku przez Helenę Sobolewską. Był to dom na podmurówce na planie prostokąta, parterowy, ze środkową częścią piętrową. Wejście stanowił ganek z czterema słupami dźwigającymi taras. Oba tarasy, dolny i górny, były zabezpieczone drewnianymi balustradami. Trójkątny szczyt domu też był zdobiony drewnianą plecionką. Dom był przykryty gładkim, czterospadowym dachem.
Wewnątrz w trakcie frontowym była centralna sień ze schodami prowadzącymi do kilku pokoi mieszkalnych na piętrze. Po prawej stronie na parterze były: salon, pokój jadalny i biblioteka. Po lewej stronie – pokoje mieszkalne i garderoba. Wszystkich pokoi, nie licząc przedpokoi i pomieszczeń gospodarczych, było jedenaście.
W ogrodzie rosło około 40 starych dębów. Ogród przecinały cztery aleje: dwie lipowe, klonowa i kasztanowa.
Majątek Lubicz został opisany w 3. tomie Dziejów rezydencji na dawnych kresach Rzeczypospolitej Romana Aftanazego.